# 北罗站
北罗站位于中华人民共和国江西省南昌市青山湖区湖坊镇解放西路、解放东路与城南大道、青山湖南大道交叉口，是南昌地铁2号线的地铁车站。

## 车站结构
北罗站为地下二层岛式站台车站，总长208米，车站宽度22.7米，总建筑面积14336.66平方米，主体建筑面积9663.16平方米，站厅（站台）3720.03平方米。
北罗站为首次实现车站与渠道合建的工程实例。车站位于解放西路与青山湖大道交叉口，建设过程中与五干渠存在空间冲突。为保障车站功能并实现站渠共建，项目团队精心设计方案，通过顶板局部降板与将桥改为涵洞的方式，实现车站与渠道的有机结合。

### 楼层
| 1层  | 地面               | 出入口                     |  |  |
| -1层 | 站厅               | 自动售票机、客服中心       |  |  |
| -2层 |                    | █ 2号线 往南路（楞上）     |  |  |
|      | 岛式站台，左侧开门 |                            |  |  |
|      |                    | █ 2号线 往南昌东站（李巷） |  |  |

### 出入口
| 编号                   | 指示                           | 图片 | 建议前往的目的地                         |
| ---------------------- | ------------------------------ | ---- | ---------------------------------------- |
| 出口 · 1L              | 解放东路南侧，城南大道东侧     |      | 江西旧货大市场、辛家庵墅溪园公寓、李巷路 |
| 出口 · 2L              | 解放东路北侧，青山湖南大道东侧 |      | 李巷村吁家庄小区、进顺小康家园           |
| 出口 · 3L · 升降机标志 | 青山湖南大道西侧，解放西路北侧 |      | 香江家居                                 |
| 出口 · 4L              | 解放西路南侧，城南大道西侧     |      | 金城国际、墅溪路                         |
| 註： 設有              |                                |      |                                          |

## 历史
本站在二期规划调整公示时称作城南大道站，环评及建设时称作城南大道北站，正式站名则定为北罗站，以车站所处的北罗村为名。
2023年11月，车站封顶。
2025年6月28日，车站随2号线东延段开通而启用。